# Elisabeth Urbancic
Elisabeth Urbancic, verheiratet Elisabeth Urbancic-Waltz, auch Elisabeth Waltz-Urbancic (* 13. August 1925 in Wien; † 16. Oktober 2021), war eine österreichische Kostümbildnerin und Bühnenbildnerin.

## Leben
Elisabeth Urbancic war die Tochter des Arztes Rudolf Urbantschitsch und der Burgtheaterschauspielerin Maria Mayen, die nach der Scheidung von ihrem ersten Mann in zweiter Ehe mit dem Burgschauspieler Emmerich Reimers verheiratet war.
Sie studierte 1944 bis 1948 im Fach Bühnenbildklasse an der Akademie der bildenden Künste bei Emil Pirchan. Danach besuchte sie bis 1950 das Atelier von Fernand Léger in Paris, wo sie sich in Malerei ausbildete. 1950 wurde sie Ausstattungsassistentin an den Münchner Kammerspielen, ab 1953 arbeitete sie freischaffend. Außer für die Kammerspiele wirkte sie als Bühnen- und Kostümbildnerin unter anderem bis 1970 für das Bayerische Staatsschauspiel, insbesondere bei Inszenierungen von Rudolf Noelte, Axel von Ambesser und Imo Moszkowicz sowie für das Burgtheater und die Salzburger Festspiele. Als Kostümbildnerin für den Film und später für das Fernsehen betätigte sie sich ab 1951. Besonders erfolgreich wurde ihre Zusammenarbeit mit Regisseur Kurt Hoffmann. Elisabeth Urbancic wirkte auch als Theatermalerin und Grafikerin.
Sie war mit dem Bühnen- und Kostümbildner Johannes Waltz (1922–1964) verheiratet und ist die Mutter der Schauspieler Martin Waltz und Christoph Waltz. Nach dem Tod ihres ersten Mannes war sie mit dem Komponisten Alexander Steinbrecher verheiratet.

## Filmografie
- 1952: Im weißen Rößl
- 1954: Ein Haus voll Liebe
- 1955: Ein Herz voll Musik
- 1955: Der grüne Kakadu (TV)
- 1957: Bekenntnisse des Hochstaplers Felix Krull
- 1957: Das Wirtshaus im Spessart
- 1958: Androklus und der Löwe (TV)
- 1958: Wir Wunderkinder
- 1959: Das schöne Abenteuer
- 1960: Das Spukschloß im Spessart
- 1962: Einen Jux will er sich machen (TV)
- 1963: Liebe will gelernt sein
- 1963: Schloß Gripsholm
- 1963: Das Haus in Montevideo
- 1964: Die Verbrecher (TV)
- 1966: Der Fall Jeanne d’Arc (TV)
- 1966: Liselotte von der Pfalz
- 1967: Umsonst (TV)
- 1967: Herrliche Zeiten im Spessart
- 1967: Ostwind (TV)
- 1967: Dichters Ehrentag (TV)
- 1967: Die kleinen Verwandten (TV)
- 1967: Das Säuglingsheim (TV)
- 1967: Rheinsberg
- 1968: Kirschen für Rom (TV)
- 1969: Eine Frau ohne Bedeutung (TV)
- 1969: Christoph Kolumbus oder Die Entdeckung Amerikas (TV)
- 1970: Einladung ins Schloß (TV)
- 1974: Goldfüchse (TV)
- 1974: Der widerspenstige Heilige (TV)
- 1974: Die schöne Helena (TV)
- 1975: Der Brandner Kaspar und das ewig’ Leben (TV)
- 1981: Der lebende Leichnam (TV)
- 1981: Pique Dame (TV)